# Comuna Hukalivți, Zboriv
Hukalivți (în ucraineană Гукалівці) este o comună în raionul Zboriv, regiunea Ternopil, Ucraina, formată din satele Hukalivți (reședința) și Lopușanî.

## Demografie
Componența lingvistică a comunei Hukalivți
     Ucraineană (100%)
Conform recensământului din 2001, toată populația comunei Hukalivți era vorbitoare de ucraineană (100%).